# Walter Casagrande
Pour les articles homonymes, voir Casagrande.
Walter Casagrande Júnior, né le 15 avril 1963 à São Paulo (Brésil), est un footballeur international brésilien, qui évoluait au poste d'attaquant.
Casagrande a marqué huit buts lors de ses dix-neuf sélections avec l'équipe du Brésil entre 1985 et 1986. Il fut avec Sócrates, Zé Maria et Wladimir l'un des leaders de la Démocratie corinthiane.

## Carrière
- 1980-1981 : Corinthians
- 1981 : Caldense
- 1982-1984 : Corinthians
- 1984 : São Paulo
- 1985-1986 : Corinthians
- 1986-1987 : FC Porto
- 1987-1991 : Ascoli
- 1991-1993 : Torino
- 1994 : Flamengo
- 1994-1995 : Corinthians
- 1995 : Paulista
- 1996 : São Francisco

## Palmarès

### En équipe nationale
- 19 sélections et 9 buts avec l'équipe du Brésil entre 1985 et 1986.

### Avec Corinthians
- Vainqueur du Championnat de São Paulo de football en 1982 et 1983.

### Avec FC Porto
- Vainqueur de la Coupe des clubs champions européens en 1987.

### Avec le Torino
- Finaliste de la Coupe UEFA en 1992.
- Vainqueur de la Coupe d'Italie de football en 1993.

### Avec Corinthians
- Finaliste de la Supercopa Sudamericana en 1993.

## Distinction personnelle
- Meilleur buteur du Championnat de São Paulo de football en 1982 (24 buts).